# Appelé du contingent lors de la guerre d'Algérie

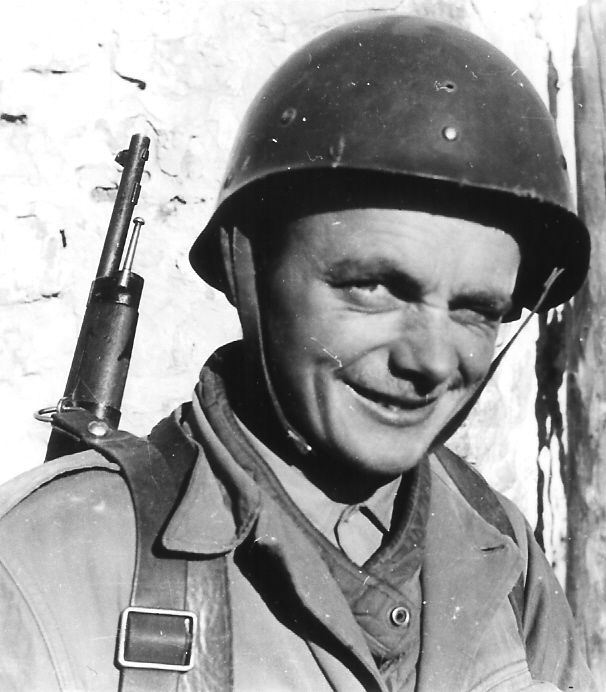
Un appelé de l’infanterie équipé d'un mousqueton Lebel R35 et coiffé d'un casque Modèle 1951.

De 1954 à 1962, un nombre grandissant d'appelés du contingent, nés entre 1932 et 1943, est envoyé en Algérie pour participer à la guerre d'Algérie, commencée le 1er novembre 1954. Durant toute la période de la guerre, la France mobilise au total 1,5 million d’appelés du contingent (au sein d'une armée de 2 millions de soldats).
La mobilisation générale durant la guerre d'Algérie constitue le dernier appel aux citoyens français (engagés volontaires et réservistes exceptés). Elle se heurte chez les appelés à des résistances, sous de nombreuses formes différentes, malgré son caractère obligatoire et les sanctions de prison ferme, aussi bien pour des raisons morales qu'à cause des risques encourus, même si toutes les formations politiques désapprouvent les désertions. En 1955-1956, des appelés tentent de retarder le départ des trains puis, dans leur grande majorité, combattent le putsch des généraux d'Alger, en 1961.
Officiellement, le gouvernement français parle d'opérations de « maintien de l'ordre ou de pacification » car la rébellion indépendantiste algérienne n'emploie pas les méthodes d'une guerre conventionnelle mais des techniques de guérilla (assassinats, attaques d'exploitations agricoles, incendies, pose de bombes en zone urbaine, etc.) et l'embuscade de patrouilles par des commandos, pratique assimilée à des actes de banditisme par le gouvernement français.
Par la suite, les successives réformes de la conscription en France aboutissent, en 1997, à la fin du service militaire obligatoire et à la professionnalisation de l'armée française qui devient une armée de métier.

## Modalité de la conscription et vie quotidienne

### L'appel sous les drapeaux pendant la guerre d'Algérie

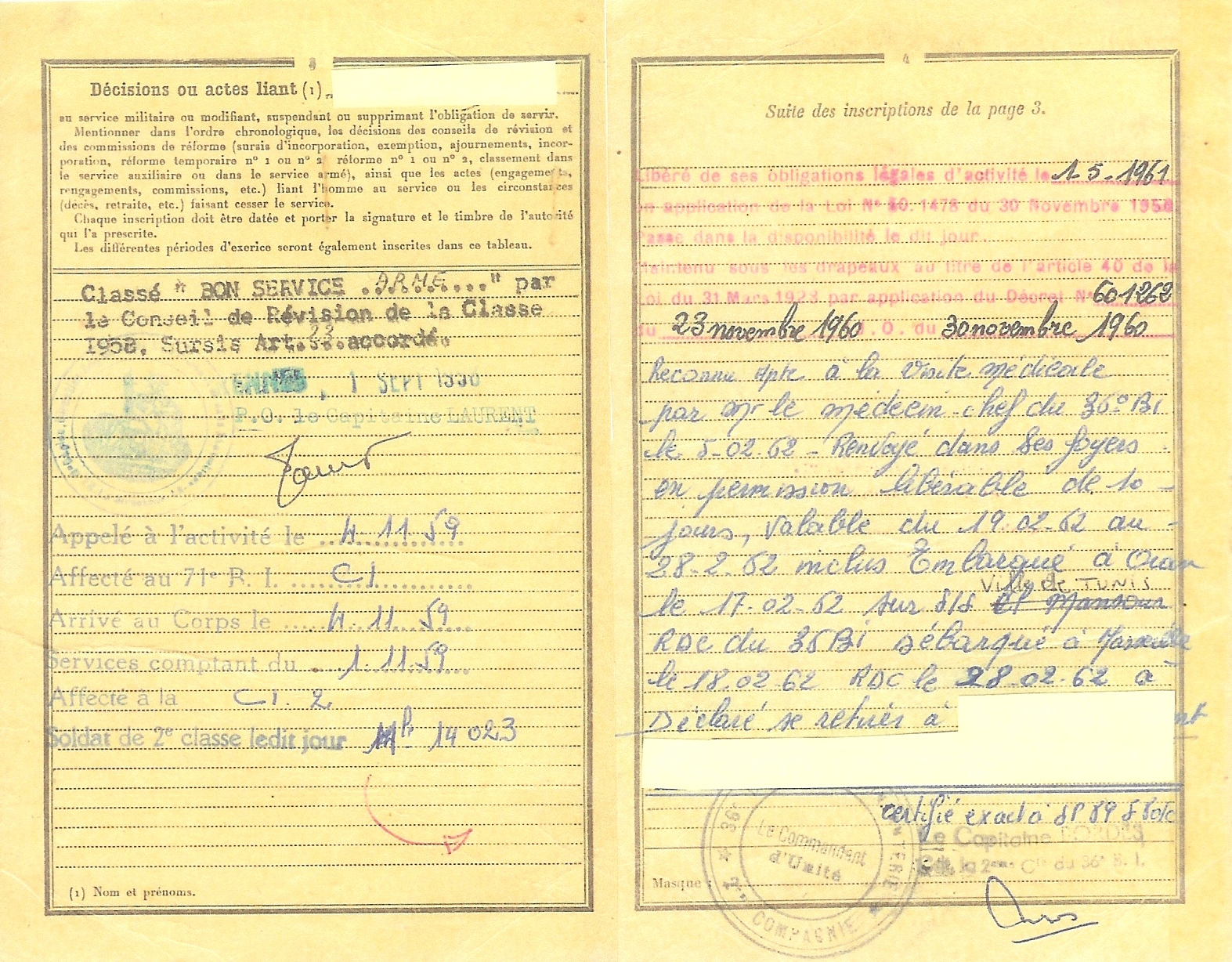
Extrait d’un livret militaire.

En France, y compris dans les départements français d'Algérie (amendement Salan), dans l'année de leur vingtième anniversaire, les hommes étaient classés « bons pour le service » par un conseil de révision, sauf s'ils étaient réformés. Certains pouvaient demander un sursis : étudiants, soutiens de famille ; d'autres pouvaient choisir un devancement d'appel. Depuis 1946, la durée légale du service militaire était fixée à 12 mois. La loi du 30 novembre 1950 a fixé le service militaire à 18 mois. À partir de cette date, un stage de trois jours dans une caserne précédait l'incorporation. En fait, il ne durait jamais plus de 24 heures. Les capacités et parfois les souhaits de chacun y étaient examinés. À la suite de tests et d'un entretien, un dossier individuel était établi.
Le service militaire était obligatoire, l'objection de conscience n'était pas alors reconnue. Les insoumis pouvaient être recherchés et jugés comme déserteurs. Cela n'empêche pas les soldats du refus de manifester leur désaccord avec la guerre d'Algérie par un refus de porter les armes.
Pendant la guerre d'Algérie, entre 1954 et 1962, après la durée légale de 18 mois, certaines classes ont été rappelées, d'autres ont été maintenues sous les drapeaux jusqu'à 30 mois, période réduite ensuite à 28 mois.
Le recrutement de l'armée se faisait également par engagement. Ceci n'impliquait pas pour les engagés une affectation obligatoire pour l'Algérie et nombreux étaient ceux qui restaient en France dans les centres d'instruction comme cadres ou ceux qui étaient affectés aux tâches administratives.
Pour les appelés du contingent, seulement la paternité d'au moins deux enfants, la présence d'un frère sous les drapeaux en Algérie ou reconnu pupille de la Nation pouvait constituer un motif d'exemption du service en Algérie. À noter que le fait d'accepter d'être élève-officier (puis aspirant) à l'issue  des classes ou engagé volontaire étant un pupille de la Nation, mettait fin à cette dispense. Certaines armes (aviation, marine) envoyaient peu d'effectifs en Algérie et pour une durée moindre (14 mois au lieu de 24).
Les appelés du contingent, ainsi que les réservistes, se distinguent des engagés volontaires qui ont fait la démarche de s'engager spontanément pour servir leur patrie.

### Les classes en métropole ou en Algérie

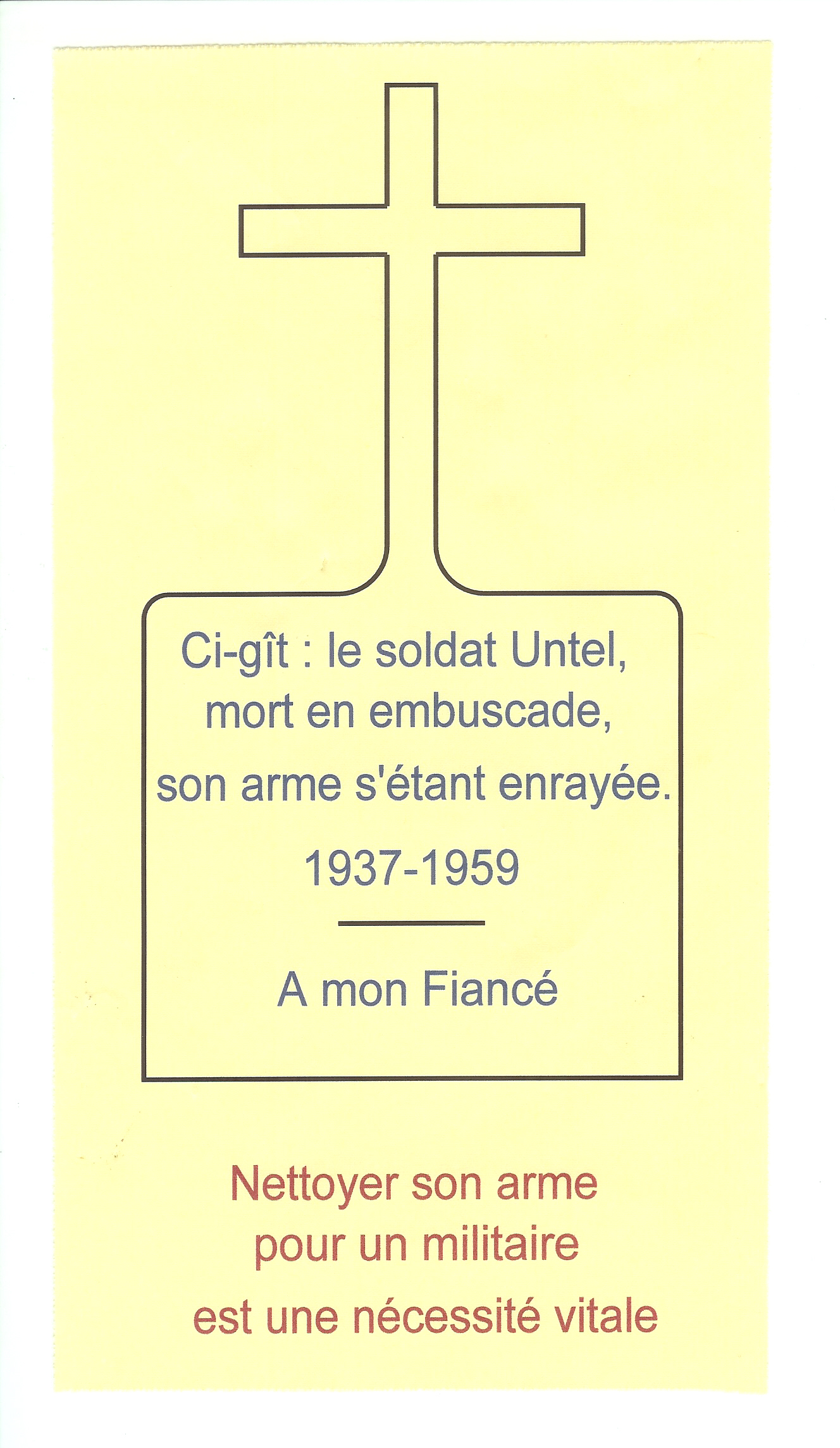
Une affiche pédagogique pour la formation des recrues à destination de l'Algérie.

Les appelés comme les engagés volontaires suivaient une préparation de deux ou quatre mois, souvent en métropole, parfois en Algérie directement. Les « classes » pouvaient être suivies, pour certains, d’une spécialisation (par exemple radio télégraphiste) ou d’une formation dans une école pour officiers de réserve (EOR) ou pour sous-officiers de réserve (ESOR). Les appelés concernés par ces deux formations étaient souvent des sursitaires étudiants.
Le gros de la troupe passait par une préparation sommaire au maniement des armes pour les opérations de maintien de l'ordre en Algérie. L’ennemi était désigné, le fellaga.

### Départ vers l’Algérie
Quelques appelés, nécessaires dans l'administration des casernes, pouvaient espérer effectuer leur service en France métropolitaine. Les autres prenaient la direction de Marseille en train, puis, après un court séjour au centre de transit de Sainte-Marthe à Marseille, la direction d'Alger ou d'Oran : une traversée de 19 à 24 heures, au fond des cales, dans l'un des bateaux des compagnies maritimes (« Ville d’Oran », « Ville d’Alger », etc.) et parfois d'autres vieux bâtiments souvent délabrés (« El Mansour », « Sidi Ferruch »). L'écrivain Georges Valero a raconté dans un roman ce trajet et ses détails parfois sordides.

### Dans les départements d'Algérie
Après perception d’un nouveau paquetage les soldats recevaient une affectation, le livret militaire avait suivi. Une plaque d’immatriculation individuelle, à découper selon le pointillé en cas de décès, indiquait la situation de guerre.
Les nouveaux arrivants étaient rapidement mis au pas par les chefs de sections qui les emmenaient éventuellement en embuscade afin d'éveiller leur combativité[réf. nécessaire].

### L'équipement

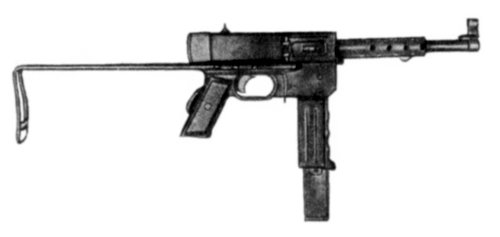
Pistolet-mitrailleur MAT 49.

Les appelés d'Algérie bénéficiaient d'un armement généralement plus moderne et performant que les combattants de l'Armée de libération nationale (ALN) et du Front de libération nationale (FLN) souvent armés de matériel vétuste ou de fusils de chasse. Les premiers étaient approvisionnés en armes et matériels par la France (stock de la guerre d'Indochine) dont le fameux pistolet-mitrailleur MAT 49 — acronyme de manufacture d'armes de Tulle modèle 1949 — et l'Organisation du traité de l'Atlantique nord (OTAN), les seconds récupéraient l'équipement des appelés prisonniers ou morts et recevaient des livraisons clandestines par bateaux, essentiellement en provenance de l'Égypte de Nasser ou de l'Union des républiques socialistes soviétiques (URSS) via la Tchécoslovaquie, voire du Royaume-Uni via Gibraltar.
Des cargaisons de tonnes d'armes ont ainsi été saisies à bord de l'« Athos » et du « Baltic Exporter ».

### La solde des appelés

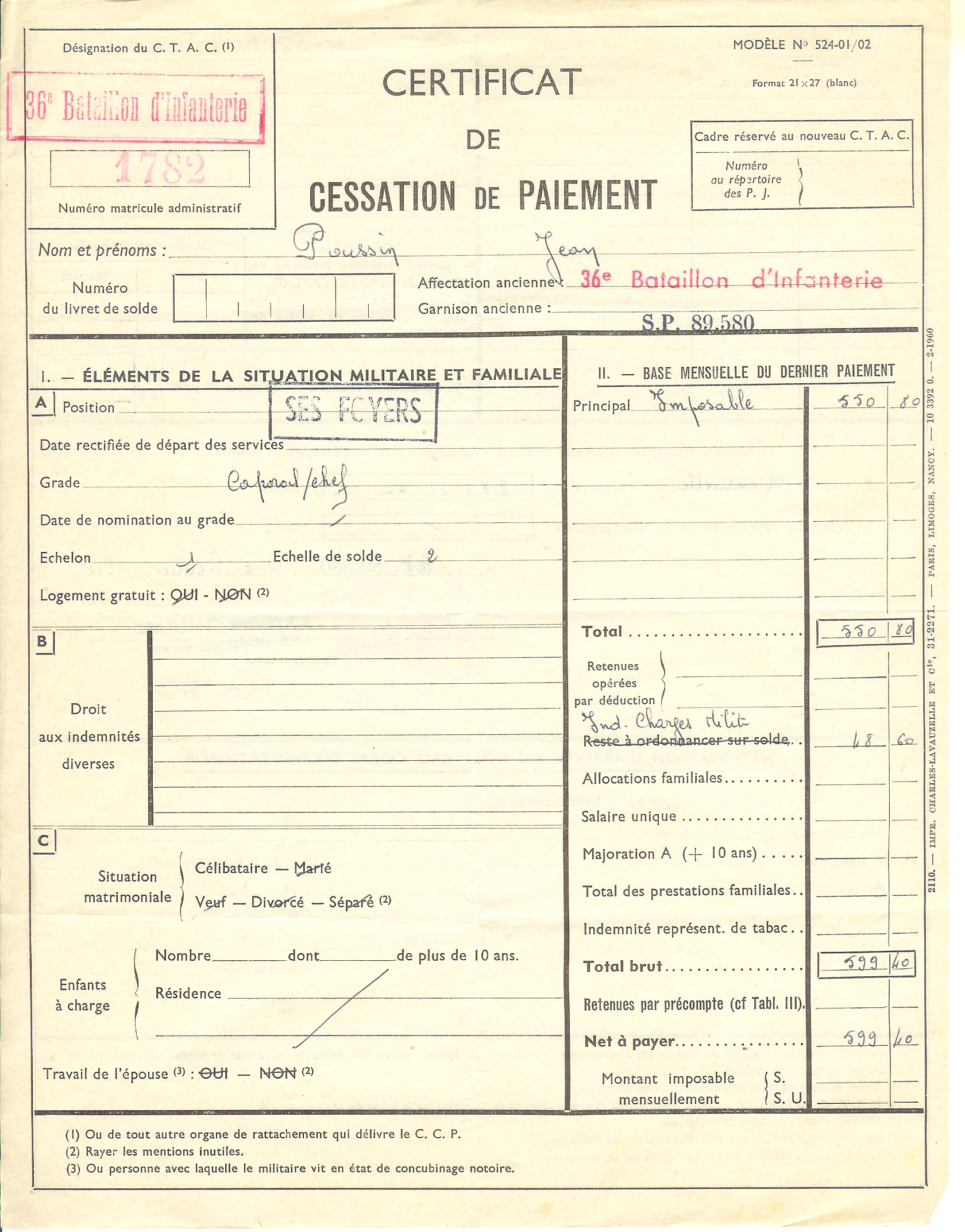
Fiche de paie en février 1962 d'un caporal-chef, appelé en Algérie et maintenu sous les drapeaux au-delà de 24 mois.

- En février 1962, la solde mensuelle d'un caporal-chef, appelé en Algérie et maintenu sous les drapeaux au-delà de 24 mois, était de 550,80 NF (83,97 €) de base imposable + 48,60 NF (7,41 €) d'indemnité de charges militaires soit : 599,40 NF (91,38 €).
- Ci-dessous : tableau des soldes en nouveaux francs (NF) et en euros des appelés en 1961[9].

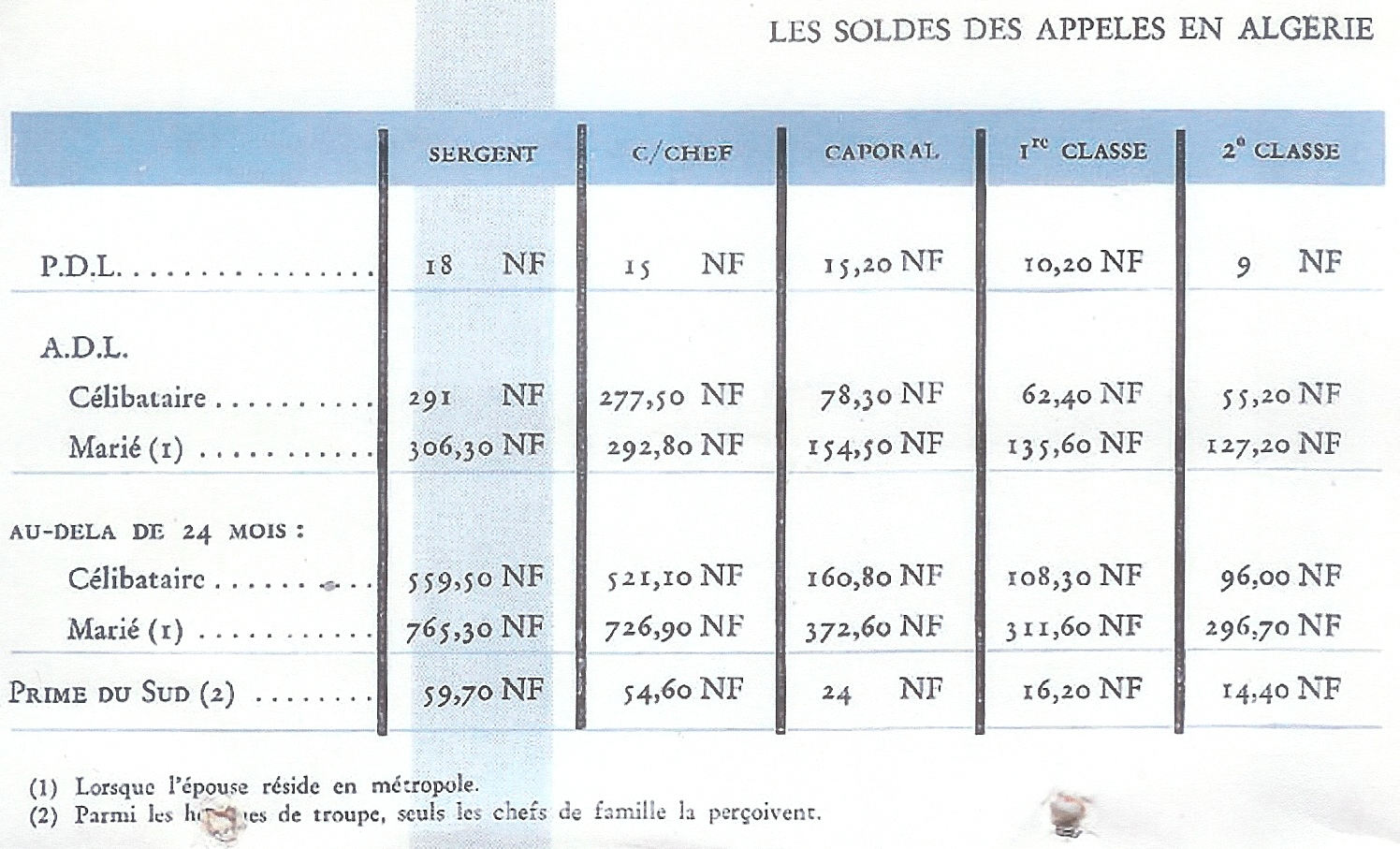
Soldes des appelés en Algérie vers 1961, pendant la durée légale (PDL=18 mois) ou maintenus sous les drapeaux après la durée légale (ADL=24 mois) ou au-delà des 24 mois.

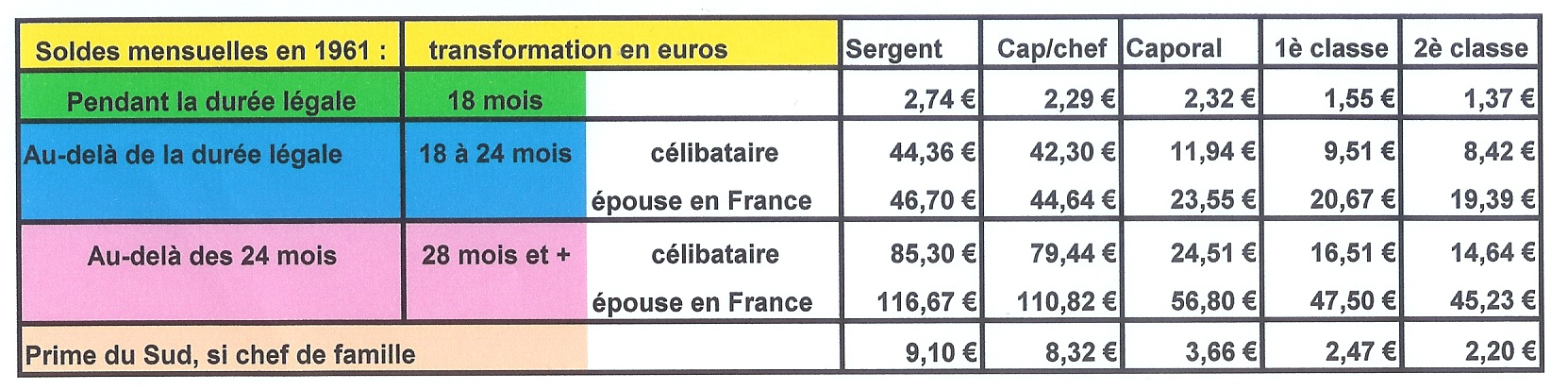
Soldes mensuelles des appelés en Algérie transformées en euros.

### Le journalLe Bled(magazine)
L'hebdomadaire d'information Le Bled, le plus lu de la presse militaire, publié de 1955 à 1962, a acquis une certaine notoriété pendant la guerre d'Algérie, avec un tirage très important pour l'époque, de 300 000  à   350 000 exemplaires chaque semaine et un recours massif à la photographie, y compris en première page, en mettant à contribution les appareils photos du demi-million d'appelés du contingent en Algérie qui formaient aussi le lectorat du journal.

## Historique

### Années 1950

#### La guerre d'Indochine terminée en 1954
La guerre d'Algérie commence alors que la guerre d'Indochine s'achève à peine et n'a pas suscité de mobilisation du contingent. L'appel sous les drapeaux qui l'a précédée est celui de 1943 qui a permis la formation de l'Armée d'Afrique constituée d'appelés du contingent originaires des départements d'Algérie et du Sahara, ainsi que de citoyens français et de nationaux « indigènes » résidant dans les protectorats du Maroc et de Tunisie ou dans les possessions françaises d'outremer, alors nommées communauté française.
Cette armée giraudiste placée sous les ordres du général Juin fusionne avec l'armée gaulliste du général Jean de Lattre de Tassigny en 1944 pour former l'Armée française de la Libération.

#### Les sections administratives spécialisées (1955-1962)

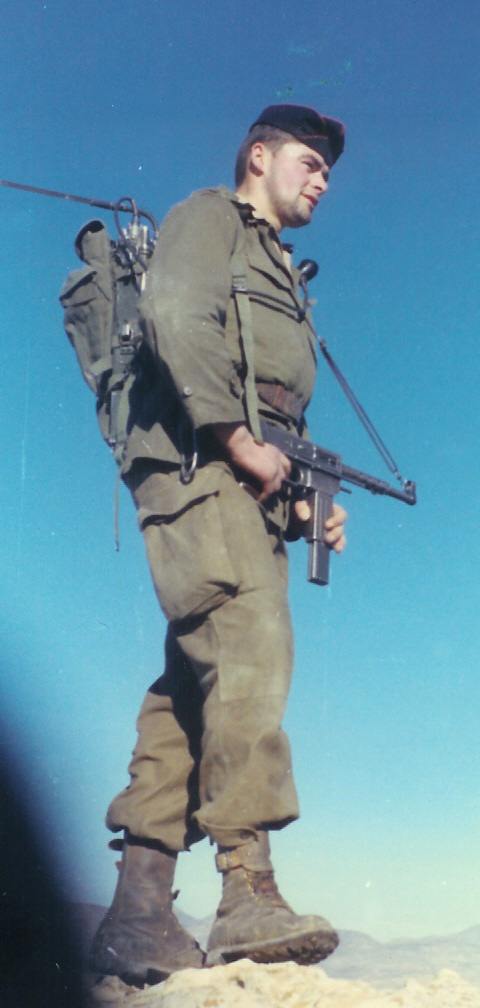
Un appelé dans les transmissions équipé d’un pistolet-mitrailleur MAT-49, d’une radio AN/PRC-10 et coiffé d'un calot de marsouin.

Des appelés du contingent étaient employés comme instituteurs dans les sections administratives spécialisées (SAS) créées par Jacques Soustelle, gouverneur de l'Algérie de 1955 à 1956. Leur tâche était d'éduquer les enfants et les femmes habitant les zones rurales ou isolées qui étaient historiquement sous-administrées et majoritairement ou exclusivement peuplées de musulmans (communes mixtes, douars, mechtas et djebels). Elles étaient principalement localisées dans l'Est, c'est-à-dire la Kabylie et le département de Constantine où ont respectivement commencé pour la première la révolte de Mokrani de 1871 et, pour le second, la Toussaint rouge de 1954, les massacres du Constantinois de 1955 et une décennie plus tôt ceux de Sétif.
Ces appelés des SAS étaient secondés par des officiers et sous-officiers mais aussi des civils y compris des femmes et placés sous la protection des moghaznis, ces « auxiliaires » musulmans contractuels souvent désignés par le terme générique de harkis.

#### La journée des tomates du6 février 1956à Alger
Après sa visite à Alger le 6 février 1956 dite journée des tomates, le président du Conseil Guy Mollet décide l'envoi de rappelés et d'appelés du contingent dans les départements d'Algérie pour un effectif de 180 000  à   200 000 soldats. Pourtant récemment élu sur la promesse de contribuer à la « paix en Afrique du nord », il développe une politique répressive et refuse toute négociation avant l'obtention d'un cessez-le-feu. Pour la première fois un gouvernement socialiste, soutenu par les communistes, décide l'envoi du contingent.

#### Les contestations de 1955-1956
Le contingent des appelés augmente rapidement en 1955, après les  massacres du Constantinois, après un décret de rappel de soixante-mille hommes sous les drapeaux, dont la plupart n'ont aucune envie de partir et alors que les premières manifestations politiques contre la Guerre d’Algérie ont lieu. Ces appelés sont les témoins des promesses non tenues et sont partis en octobre 1955. Ils auraient dû rester six mois mais l'État les fait rentrer avant Noël, notamment à cause des Élections législatives françaises de 1956 qui voient la formation, dans les semaines précédentes, du Front républicain.
Les manifestations d'insoumission des trains d'appelés du contingent en Algérie, à Marseille en 1955 puis en 1956, prennent la forme d'un mouvement spontané, moins en 1956. La majorité est encore à 21 ans alors que certains fêtent leurs vingt ans en Algérie. Les rappelés de 1956 plus âgés, savent déjà ce qui les attend, d'où un mouvement plus fort que celui de 1955, marqué par la non-préparation à la fois des autorités et des rappelés. En 1956, les autorités s'y sont bien préparées, notamment via  les rapports des Renseignements généraux, sur les encadrements politiques attendus du mouvement.
Selon le ministère de l'Intérieur, un train d'appelés du contingent en Algérie sur cinq fait l'objet de troubles au printemps 1956, estimation sans doute inférieure aux chiffres réels, selon les historiens. Le soutien politique diminue ensuite, lorsque la Section française de l'Internationale ouvrière (SFIO) au pouvoir s'engage dans la guerre. Les appelés se retrouvent un peu isolés, pratiquant une sorte de « résistance passive » et d'intériorisation de la  contestation, dans les tenues vestimentaires, l'hygiène et surtout le retard au retour des permissions, quasiment systématique, jusqu'en 1961, le commandement militaire publiant de ce fait directive sur directive pour dire : « Si tu arrives en retard, c’est l'un de tes camarades qui partira en retard en permission ».
Dans leurs correspondances, comme les lettres de Jean Müller, ils en font part à la famille, à la fiancée, aux frères, aux sœurs, plutôt qu’aux parents. La résistance prend aussi la forme de témoignages par le biais de photographies, parfois prises dans le cadre de certaines opérations — ce qui est interdit — afin de s'opposer à la guerre.
Le dossier Müller est la publication posthume en 1956, par les Cahiers du Témoignage Chrétien, des lettres écrites par Jean Müller, jeune responsable scout alors qu'il était mobilisé en Algérie, qui ont révélé aux Français l'usage de la torture pendant la guerre d'Algérie. Peu après démarre le mouvement des soldats du refus, une quarantaine de communistes, appelés du contingent, ayant refusé entre juillet 1956 et mai 1959 de participer à la guerre d'Algérie. Parmi eux, Serge Magnien, premier secrétaire national de l'Union des étudiants communistes (UEC) recréée au XIVe congrès du Parti communiste français en juillet 1956.

#### L'affaire de l'aspirant Maillot (1956)
En 1956, l'appelé du contingent communiste, Henri Maillot, a déserté en détournant un camion d'armes qu'il est allé livrer au FLN. Ayant rejoint le « maquis rouge » indépendantiste, il est considéré comme traître et abattu par l'armée française. Il ne figure pas dans le registre des morts pour la France.

#### L'embuscade de Palestro (1956)
Le 18 mai 1956, une embuscade d'appelés, très médiatisée à l'époque, a eu lieu à Palestro. Selon l'historien Benjamin Stora : « Palestro restera comme la plus célèbre embuscade de la guerre, le symbole de ce qui peut arriver de pire : l'attaque surprise, l'impossibilité de se défendre, la mutilation des cadavres ». Ce drame encourage les partisans de la guerre à faire preuve de fermeté et affaiblit les opposants à la conscription.

### Années 1960

#### Les contestations de 1960 et 1961
En janvier 1960 dans l’affaire des barricades, l'armée obéit même si elle est favorable à l'Algérie française, ce qui est nettement moins clair pour les appelés.
Dans sa thèse soutenue en 2007, l'historien Tramor Quemeneur estime que près de 15 000 jeunes Français ont été insoumis, déserteurs ou objecteurs de conscience pendant la guerre d’Algérie. Une trentaine auraient appartenu au réseau de Jeune Résistance, fondé à l'automne 1958 et qui sera vraiment officiel en mai 1959 puis opérationnel l'année suivante, avec les déserteurs Jean-Louis Hurst, Gérard Meïer, Louis Orhant et l'abbé Robert Davezies. En août 1960, 19 militants de « Jeune Résistance » tiennent un congrès. Lors du Manifeste des 121, rédigé par Dionys Mascolo et Maurice Blanchot puis publié le 6 septembre 1960 dans le magazine Vérité-Liberté, des cas de désobéissance individuelle qui ne touchent plus seulement intellectuels et étudiants. Le 27 janvier 1961, les membres de la direction sont arrêtés puis acquittés à l'automne, faute de preuves. Louis Orhant est condamné à deux ans de prison pour désertion le 18 août 1961.

#### La création de l'OAS(1961)
À partir de 1961 se développe une violente réaction anti-indépendantiste, recrutant dans le terreau de la population non indigène et même dans l'armée française pour s'opposer à l'indépendance. Elle est désignée comme ennemie à la fois par le FLN et par le pouvoir français métropolitain : ce sont les commandos Delta de l'Organisation de l'armée secrète (OAS).

#### La résistance au putsch des généraux d'avril 1961
Les transistors jouent un grand rôle, certains auteurs parlant même d'un « rôle prépondérant dans les réactions des appelés du contingent », lors du putsch des généraux entrepris à Alger le 22 avril 1961, pour tenter d'obliger le général de Gaulle à poursuivre la guerre, portant un coup fatal à cette entreprise. Le putsch a échoué en partie en raison du refus de participation du contingent ou même de sa résistance, de nombreux appelés écrivant aux généraux sous une signature collective pour les désavouer, pour la première fois dans l'histoire, ce qui déclenche une fracture dans l'institution militaire. Le général de Gaulle qui craint un débarquement des généraux en France, incite vivement les appelés à désobéir aux officiers supérieurs putschistes, par tous les moyens, en annonçant l'entrée en vigueur de l'article 16 de la Constitution, qui lui donne tous les pouvoirs. Le président de la République termine son allocution radiodiffusée et télévisée par un vibrant « Aidez-moi ! ». Son premier ministre, Michel Debré, recourt à la formule restée célèbre : « À pied, à cheval et en voiture, dès que les sirènes retentiront, ordonne-t-il, allez sur les pistes des aérodromes convaincre ces soldats trompés de leur lourde erreur ».
Alors que Radio-Alger est aux mains des généraux putschistes, Radio Monte-Carlo est la seule station métropolitaine reçue en Algérie. Elle doit retransmettre toutes les heures de la nuit et du lendemain l'appel du président de la République. Les soldats du contingent en prennent connaissance grâce à leurs transistors (l'épisode reste connu comme la « victoire du transistor »), l'échec du putsch étant attribué à la radio. En 1961, partout dans l'armée, les transistors personnels étaient répandus. Le numéro de L'Express sorti après le putsch comporte un dessin de Tim représentant De Gaulle avec en bandoulière un transistor en lieu et place de la Grand-Croix de la Légion d'honneur. La télévision connaît, elle, une diffusion très limitée à la même époque. La présence  du transistor est appuyée par la citation de Robert Buron (ministre des travaux publics) fait prisonnier par les parachutistes, avec un jeu de mots sur le « GTRF » rappelant le gouvernement provisoire de la République française (GPRF), juin 1944-janvier 1947.
Ces appelés du contingent, les « 500 000 gaillards munis de transistors », expression reprise par le général de Gaulle dans ses mémoires, où il écrit que « en Algérie, un million de transistors ont fonctionné », étaient informés par les premiers postes radios portables achetés par la voie du journal Le Bled. Ils réclament alors de leurs chefs qu'ils prennent position pour Paris, refusent souvent d'exécuter leurs ordres. Plusieurs officiers, dans le maquis, somment leurs camarades de rentrer dans la légalité. À la base aérienne 140 Blida, des centaines d'appelés forcent l'immense porte cadenassée du parking pour empêcher les parachutistes d'Alger de s'emparer des avions puis demandent au commandant Joseph Kubasiak, loyaliste à de Gaulle, de prendre le commandement de la base aérienne stratégique, ce qui causera son assassinat par l'OAS un an après.
La presse relate l'investissement par les parachutistes de la base de Mers el-Kébir et indique que l'amiral Querville embarque dans le navire-amiral pour leur échapper, tandis que les navires de la Marine ouvrent le feu contre les putschistes mais ce récit sera démenti par l'amirauté. La flotte de Toulon appareille pour Mers-el-Kébir le mardi 25 avril 1961 mais sa mission perd toute signification en cours de route.
Selon l'historienne Ludivine Bantigny, le putsch des généraux est « un tournant dans la perception de l’armée et des supérieurs de l’active, marqué par la résistance de jeunes appelés en pleine maturation civique et politique derrière la statue du commandeur de Gaulle mais aussi souvent un moment complexe et angoissant par son incertitude due à la réaction des cadres de l’active qui, pour beaucoup, mirent longtemps à choisir leur camp ».
Avant de s'affirmer comme la nation en armes, le contingent s'inquiéta des répercussions matérielles de cette péripétie, beaucoup se tournant alors vers les officiers et sous-officiers appelés (pour la plupart étudiants ou jeunes intellectuels) et leur offrant leur confiance, selon l'historienne. Ainsi, soutenir le putsch aurait signifié prolonger le séjour en Algérie et augmenter les probabilités d'y être prisonnier, blessé ou tué mais s'y opposer opposer se traduisait par des sanctions, qui seraient appliquées, même après l'échec du putsch.
Afin de ménager les appelés du contingent qui formaient alors le gros des troupes françaises présentes en Algérie et limiter sa capacité de résistance, les généraux putschistes avaient fait libérer certaines classes en permettant que des navires puissent franchir le blocus et les rapatrier en métropole. Le général Challe libère ainsi et expédie en métropole le contingent 58/2 C.
Les appelés sont rapidement encouragés dans leur résistance par les nouvelles de métropole. Dans la cour du ministère de l'intérieur, énarques du club Jean-Moulin, médecins, avocats, journalistes enfilent des uniformes neufs. Les syndicats lancent le lendemain une grève générale d'une heure, contre le putsch, massivement suivie. Cinquante avions de chasse et de transport gagnent la métropole. Le général André Martin, chef d'état-major des armées, déclare alors: « Challe sait qu'il a perdu ».

#### L'amendement Salan (1961) pour écarter les appelés

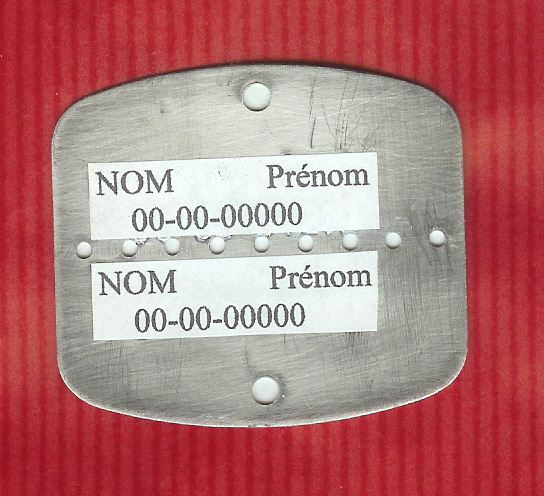
Plaque d’immatriculation individuelle qui est sécable en deux en cas de décès.

En novembre 1961, le député de la Charente Jean Valentin a mis au vote de l'Assemblée nationale un amendement, proposé par le général Salan lors du putsch, visant à remplacer les appelés de métropole par des réservistes natifs des départements d'Algérie, les unités territoriales ayant été dissoutes en 1960 à la suite de leur participation à la semaine des barricades. L'amendement Salan a finalement été rejeté.

#### Le cessez-le-feu en Algérie du19 mars 1962
À l'issue du cessez-le-feu du 19 mars 1962 en Algérie, 91 régiments ont créé 114 unités de la force locale de l'ordre Algérienne (accords d'Évian du 18 mars 1962). Ces unités ont été opérationnelles à partir du 15 avril 1962.
Ces 114 unités étaient composés de 10 % de militaires européens  et de 90 % de militaires algériens qui, pendant la période transitoire, devaient être au service de l'Exécutif provisoire, jusqu'à l'indépendance de l'Algérie.

#### La bataille de Bab el Oued (1962)
Une bataille entre appelés du contingent et l'OAS aidée par des civils anti-indépendantistes a eu lieu le 23 mars 1962 lors de l'insurrection du quartier européen d'Alger à la suite de l'exécution d'appelés du contingent par des commandos Delta.

#### La fusillade de la rue d'Isly (1962)
Le 26 mars 1962, une manifestation de civils nationalistes français d'Algérie, non armés, apportant leur soutien aux habitants du quartier de Bab El Oued mis sous blocus et défilant à l'appel de l'OAS a viré au massacre à la suite du mitraillage des manifestants par une section d'appelés du contingent musulmans appartenant au 4e régiment de tirailleurs.

#### Les enlèvements d'appelés entre mars et juillet 1962
Durant la période comprise entre le cessez-le-feu du 19 mars 1962 (accords d'Évian) et la proclamation d'indépendance du 5 juillet 1962 qui donna lieu au massacre d'Oran, des appelés français qui avaient reçu l'ordre formel des autorités françaises de ne pas ouvrir le feu ont été enlevés par le FLN. Quatre mille d'entre-eux avaient été mutés dans les forces locales constituées avec 90% de musulmans algériens pour constituer la future armée algérienne,.
Lors du conseil des ministres du 24 mai 1962, le président Charles de Gaulle avait déclaré : « la France ne doit avoir aucune responsabilité dans le maintien de l'ordre après l'autodétermination. [...] Si les gens, s'entre-massacrent, ce sera l'affaire des autorités algériennes » selon les propos rapportés en 1994 dans ses mémoires (C'était de Gaulle) par le secrétaire d'État à l'information Alain Peyrefitte. Une déclaration similaire en conseil des ministres est rapportée par le ministre Pierre Pflimlin dans ses mémoires (Mémoires d'un Européen : de la IVe à la Ve République), à la question qui lui a été posée : « les Français seront-ils protégés par l'armée française après l'indépendance ? », le président de Gaulle a répondu : « Il n'en est pas question. Après l'autodétermination le maintien de l'ordre public sera l'affaire du gouvernement algérien et ne sera plus le nôtre. Les Français n'auront qu'à se débrouiller avec le gouvernement ». 3 000 Français (civils ou militaires) ont été enlevés par le FLN et demeurent disparus selon un reportage de mars 2005 réalisé par les journalistes de France 3, Stéphane Lippert et Claude Pfaffmann.
Ce fait peu médiatisé et méconnu de la guerre d'Algérie a été révélé, entre autres, par le témoignage d'André Aussignac, ancien appelé du contingent en Algérie, qui a évoqué son arrestation par le FLN et les conditions de sa détention dans une entrevue télévisée avec le journaliste Kristian Autain de France 2 en 2002.
Après la signature des accords d'Évian, qui entraîna un cessez-le-feu immédiat, les chefs du FLN ont veillé à ce que les conventions soient respectées jusqu'à la déclaration de l'indépendance, allant parfois jusqu'à réprimander les exactions[réf. souhaitée]. Jusqu'à l'indépendance, les militaires français n'ont rien eu à craindre du FLN[réf. souhaitée] car ils avaient pour tâche de garder les édifices, objets d'art, ponts, postes, écoles, banques et terminaux portuaires menacés de destruction par l'OAS.

#### L'incident de Béryl (1962)
Le 1er mai 1962 a eu lieu à la base d'expérimentations souterraines du Centre d'expérimentation militaire des oasis (CEMO) situé dans le Hoggar à environ 150 km au nord de Tamanrasset, un accident atomique lors du deuxième essai souterrain dans le massif du Taourirt Tan Afella, accident au cours duquel ont été irradiés entre autres, au même titre que le Ministre des armées de l'époque Pierre Messmer, des appelés du contingent en service à proximité du point zéro.
Les actualités de l'époque diffusées par l'Office de radiodiffusion-télévision française (ORTF) et soumises à la censure d'État ont masqué l'incident en coupant au montage la séquence montrant la fuite radioactive lors du test.

#### La démobilisation (1962)
Avec la proclamation du cessez-le-feu et la tenue de référendums concernant l'autodétermination en métropole puis en Algérie, les classes d'appelés ont progressivement été démobilisées.
Après le vote favorable des électeurs, aux conditions des accords d'Évian, la France accordait l'indépendance à l'Algérie le 5 juillet 1962, mettant fin à une administration débutée 132 ans auparavant à la suite de l'invasion de la régence d'Alger en 1830.

## Bilan

### Effectifs d’appelés en Algérie
Les chiffres qui suivent concernent toute l'Afrique française du Nord (AFN) : départements en Algérie française, départements français du Sahara, protectorat français au Maroc et protectorat français de Tunisie.
La plupart des hommes nés entre 1932 et 1943 ont été envoyés en Algérie. En France, si les victimes ont été beaucoup moins nombreuses, le traumatisme n'en a pas été moins puissant. Faut-il rappeler que 1 300 000 soldats ont traversé la Méditerranée entre 1955 et 1962, soit la plupart des jeunes hommes nés entre 1932 et 1943 qui étaient susceptibles d'être appelés ? Toute une génération s'est donc trouvée embarquée dans une guerre dont elle ne comprenait pas les enjeux.
En 1954, les effectifs militaires représentent environ 50 000 hommes, 38 % sont des appelés pour 18 mois de service.
En 1955, ces effectifs passent à 190 000 hommes, du fait de la guerre d'Algérie.
En 1956, le rappel sous les drapeaux monte les effectifs militaires à 400 000 hommes.
En 1957, le maintien sous les drapeaux de 18  à   30 mois permet de disposer d'un effectif militaire de 450 000 hommes en fin d'année, 57 % sont des appelés.
Entre 1952 et 1962, ce sont 1 343 000 appelés ou rappelés et 407 000 militaires d'active (soit 1 750 000 militaires) qui participent au maintien de l'ordre en Afrique du Nord (en Algérie, Maroc et Tunisie). Sur ce nombre d'appelés, 12 000 réfractaires ont été déclarés, dont 10 831 insoumis (appelés qui ne se sont pas présentés lors de leur appel), 886 déserteurs et 420 objecteurs de conscience,.
Avec les rotations d'effectifs, près de 400 000 musulmans algériens (appelés ou supplétifs) ont également combattu du côté français pendant la guerre d'Algérie.
L'effectif total de l'armée française en 1962 (hors gendarmerie) est de 938 000 militaires.
Les effectifs de l'armée de Terre augmentent continuellement entre 1954 et 1958, restent constants entre 1958 et le second semestre 1961 puis commencent à baisser à partir de cette date. Au contraire, les effectifs de l'armée de l'Air et de la Marine restent assez constants pendant presque tout le conflit. Les unités harkis connaissent un fort développement entre 1959 et 1960, puis une diminution en 1961.

#### Effectifs par catégorie de personnel 1959-1961
| Personnels   | 1er juillet 1959 | 1er janvier 1961 | 1er octobre 1961 |
| ------------ | ---------------- | ---------------- | ---------------- |
| Appelés FSE  | 259 411          | 264 301          | 238 721          |
| Appelés FSNA | 24 692           | 39 092           | 35 778           |
| Engagés FSE  | 60 654           | 53 282           | 43 985           |
| Engagés FSNA | 21 128           | 26 525           | 21 842           |
| Légionnaires | 19 010           | 20 632           | 18 310           |
| Africains    | 11 866           | 11 386           | 3 368            |
| PFAT         | ?                | 1 293            | 1 254            |
| Total        | 396 761          | 416 511          | 363 258          |

- Abréviations  : FSE : Français de souche européenne ; FSNA : Français de souche nord-africaine ; PFAT : Personnel féminin de l'armée de Terre
- Sources : D'après tableau réalisé par Alban Mahieu à partir des tableaux d'effectifs tirés des archives du SHD, carton 1H 1375 et 1H 1378 D1

### Nombre de victimes parmi les appelés
Pour les pertes militaires françaises en Algérie (non compris le Maroc et la Tunisie), le Journal officiel du 4 août 1986 donne les chiffres suivants :
- effectifs engagés, 1 419 125 militaires dont 317 545 d'active (22,38 %) et 1 101 585 appelés du contingent (77,62 %) ;
- pertes totales, 23 196 morts et 60 188 blessés dont 11 283 morts parmi les militaires d'active (soit 48,64 % du total des morts) et 11 913 morts parmi les appelés du contingent (soit 51,36 % du total des morts).

Parmi ces 23 196 militaires français morts, on dénombre environ 5 000 Français musulmans (soit un peu plus de 20 %), morts avant le cessez-le-feu du 19 mars 1962, dont les deux tiers étaient des appelés du contingent.

### Causes des morts
- Morts au combat : 12 954 (55,9 % ) dont 5 605 militaires d'active (43,27 %) et 7 349 appelés du contingent (56,73 %) ;
- Morts d'accident : 8 057 (34,7 % ) dont 4 595 militaires d'active (57,03 %) et 3 462 appelés du contingent (42,97 %) ;
- Morts de maladie : 1 185 (5,1 % ) dont 621 militaires d'active (52,40 %) et 564 appelés du contingent (47,60 %) ;
- Portés disparus : 1 000 (4,3 % ) dont 462 militaires d'active (46,20 %) et 538 appelés du contingent (53,80 %).

Taux de morts pour les militaires d'active : 11 283 morts pour un effectif engagé de 317 545, soit un taux de 3,55 %.
Taux de morts pour les appelés du contingent : 11 913 morts pour un effectif engagé de 1 101 585, soit un taux de 1,08 %.
Rappel : le taux de morts chez les soldats français lors de la Première Guerre mondiale est de 16,5 % (1,4 million de morts pour 8,5 millions de mobilisés).

### Traitement des appelés prisonniers duFLN
Durant la guerre, 146 militaires appelés fait prisonnier ont été libérés  par le FLN et plus de 400 ne sont pas revenus. En 1958, la cérémonie d'hommage au monument aux morts d'Alger, à la suite de la nouvelle de l'exécution de prisonniers français par le FLN, a été l'élément déclencheur du coup d'État du 13 mai 1958.

### Situation juridique des appelés en cas d'insoumission, désertion, refus d'obéissance, objection de conscience
Lors de la guerre d'Algérie, les appelés sont soumis, notamment sur le plan juridique, au code de justice militaire qui date de 1857, à la loi du 31 mars 1928 et à l'instruction ministérielle du 24 avril 1934.
L'insoumission, définie dans l'article 90 de la loi du 31 mars 1928, est produite par « tout jeune soldat appelé ou tout autre militaire dans ses foyers, rappelé à l'activité, à qui un ordre de route a été régulièrement notifié et qui, hors le cas de force majeure, n'est pas arrivé à sa destination au jour fixé par cet ordre ». C'est un refus a priori et non a posteriori et, de ce fait, les peines encourues sont peu importantes : entre un mois et un an d'emprisonnement. Par ailleurs, un délai de trente jours de retard (dit « de repentir ») est autorisé.
La désertion, définie précisément par l’instruction ministérielle du 24 avril 1934, est considérée comme « l'infraction commise par le militaire régulièrement incorporé qui, sans droit, rompt le lien qui l'attache à l'armée. Elle n'est constituée, sauf quand elle a lieu face à l'ennemi ou en présence de l'ennemi, qu'autant que le militaire n'a pas rejoint son corps ou son poste dans un délai fixé par le code de justice militaire et dont la durée varie suivant les cas ».  Les condamnations varient d'une peine de six mois d'emprisonnement minimum à la condamnation à mort, selon que le déserteur a emporté ou non des armes, des munitions ou des effets militaires. Aucun soldat du refus n'a cependant été condamné à mort pour avoir déserté.
Le refus d'obéissance est commis par « Tout militaire qui refuse d’obéir et qui, hors le cas de force majeure, n'exécute pas les ordres reçus ». La loi prévoit une peine de une à deux années d'emprisonnement. Comme le délit est considéré comme instantané et non continu, il est renouvelable autant de fois que la personne refuse de porter les armes ou d'obéir aux ordres : à sa sortie de prison, elle doit effectuer la totalité ou le reste du temps de service.
L'objection de conscience, qui ne répond pas, à proprement parler, à une infraction militaire, correspond en fait à un refus d'obéissance particulier : celui de porter les armes. C'est dans cette mesure que les soldats du refus ont été considérés par les autorités militaires comme des objecteurs de conscience. L'objection de conscience en France n'est reconnue qu'en 1963 par l'Assemblée nationale le 22 décembre.
Les infractions commises par les soldats relèvent de la justice militaire, sauf en ce qui concerne le régime pénitentiaire. En effet, un décret du 25 octobre 1947 a transféré la responsabilité des prisons militaires du ministère des Armées au ministère de la Justice. Ainsi, pendant la guerre d'Algérie, le ministère de la Justice avait sous sa responsabilité les désobéissants militaires emprisonnés. Cependant, le président du Conseil Guy Mollet crée, dès sa nomination en 1956, la fonction de ministre résident en Algérie. Robert Lacoste est investi de cette mission et dispose d'une importante marge de manœuvre pour conduire la politique du Gouvernement. Cependant, l'article 1 du décret 56-196 du 16 février 1956 stipule que « le ministre résident en Algérie est dépositaire des pouvoirs du gouvernement de la République française en Algérie ».
Pour citer un exemple, le jeune soldat communiste Alban Liechti faisant partie des soldats du refus écrit le 2 juillet 1956 au président de la République René Coty. Le 19 novembre 1956 il est condamné à deux ans de prison par le tribunal militaire d'Alger pour refus d'obéissance. Après sa libération, le 16 février 1959, le commandant de sa compagnie lui annonce que la décision est prise de l'envoyer une seconde fois en Algérie. Disposant d'une permission de huit jours, il la met à profit pour préparer son second refus, qu'il rend public au cours d'une réunion publique puis dans une lettre qu'il adresse au président de la République, Charles de Gaulle, le 3 mars. Il est une nouvelle fois condamné à deux ans d'emprisonnement le 26 mai 1959 par le tribunal permanent des forces armées (TPFA) d'Alger.

### Mémorial des combats d'AFN
En 2002, quarantième anniversaire de la fin du conflit (et cinquantenaire du début de la campagne d'AFN), un monument rendant hommage aux morts pour la France durant les combats d'AFN (1952-1962) a été érigé quai Branly à Paris, sous la présidence de Jacques Chirac. Ce dernier a lui-même été blessé au visage durant sa participation au conflit en tant qu'engagé volontaire. Il était affecté au 11e RCA et 6e RCA d'avril 1956 à juin 1957, à Souk-el-Arba, département de Tlemcen (Oranie) et a été démobilisé avec le grade de lieutenant.

## Anciens combattants

### Les associations d’anciens

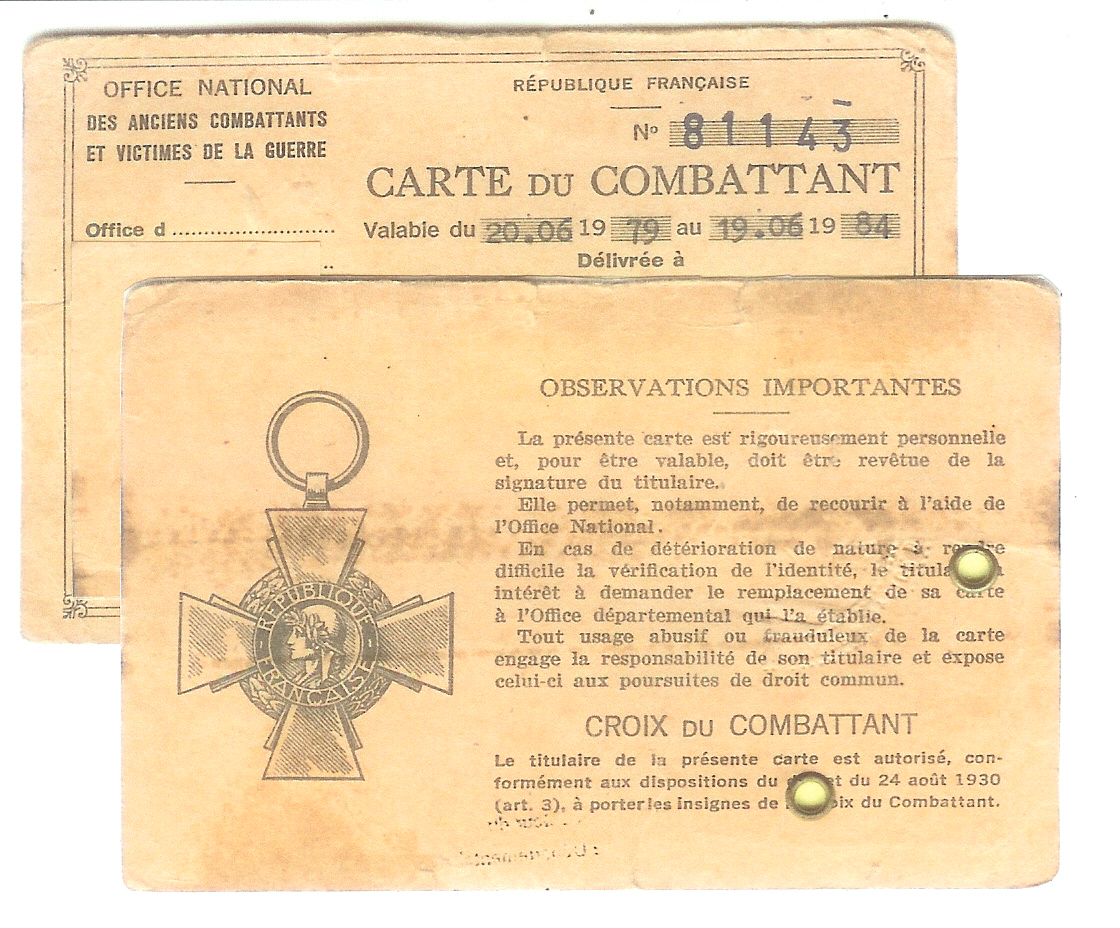
Carte du combattant en Algérie.

De retour en métropole, la plupart des anciens d’Algérie se sont enfermés dans un mutisme révélateur de ce qu’ils avaient vécu. Quelques-uns ont écrit leur témoignage. Beaucoup se sont affiliés à des associations d’anciens combattants, rattachées à l’une ou l’autre des principales fédérations :
- la Fédération nationale des anciens combattants en Algérie, Maroc et Tunisie (FNACA)[46] avec environ 370 000 membres cotisants en 2006, 280 000 membres en 2020[47] ;
- l'Union nationale des combattants (UNC)[48] avec environ 150 000 membres en 2017 ;
- la Fédération nationale des combattants, prisonniers de guerre et combattants d'Algérie, Tunisie, Maroc (FNCPG-CATM)[49] avec environ 110 000 membres en 2020[réf. nécessaire] ;
- l'Union Fédérale des Associations Françaises d'Anciens Combattants (UF)[50] avec environ 80 000 membres en 2017, 65 000 membres en 2021[51] ;
- la Fédération nationale des combattants volontaires (FNCV)[52] avec environ 7 000 membres en 2017[53] ;
- l'Union nationale des anciens combattants d'Indochine, des territoires extérieurs et d'Afrique du Nord (UNACITA), avec 6 000 membres en 2017[54] ;
- l'Association nationale des croix de guerre et de la valeur militaire (ANCGVM)[55] avec environ 2 500 membres[56] ;
- l’Association républicaine des anciens combattants (ARAC) ;
- la Fédération nationale des anciens combattants résidant hors de France (FACS)[57] ;
- l'Association nationale des titulaires du titre de reconnaissance de la nation (ANT-TRN)[58] ;
- L'Association des anciens des affaires algériennes (SAS) ;
- L'Association des anciens appelés en Algérie et leurs ami(e)s contre la guerre (4ACG) [59],[60].

### Droits et décorations
Les soldats, ayant effectué une présence d'au moins 90 jours en Algérie, entre 1954 et 1962, ont droit au port de la médaille commémorative d'AFN avec barrette Algérie. Ils ont aussi droit au diplôme du Titre de Reconnaissance de la Nation (loi du 21 décembre 1974 dont le décret du 29 avril 1997 créé la médaille d'Afrique du Nord) et qui donne droit au port de la médaille de reconnaissance de la Nation
Les appelés qui étaient situés en Algérie dans des unités reconnues combattantes ont eu droit à la carte du combattant qui donne droit au port de la croix du combattant ; à partir de soixante-cinq ans, ils perçoivent une pension annuelle non imposable d’environ 750 euros (année 2019), soit 52 points d'indice.
En 2004, 1 500 000 demandes ont été honorées, soit 86 % des militaires ayant servi en AFN entre 1952 et 1962.
La croix de la Valeur militaire a été attribuée pour faits de guerre et aussi, plus rarement, pour faits de pacification.

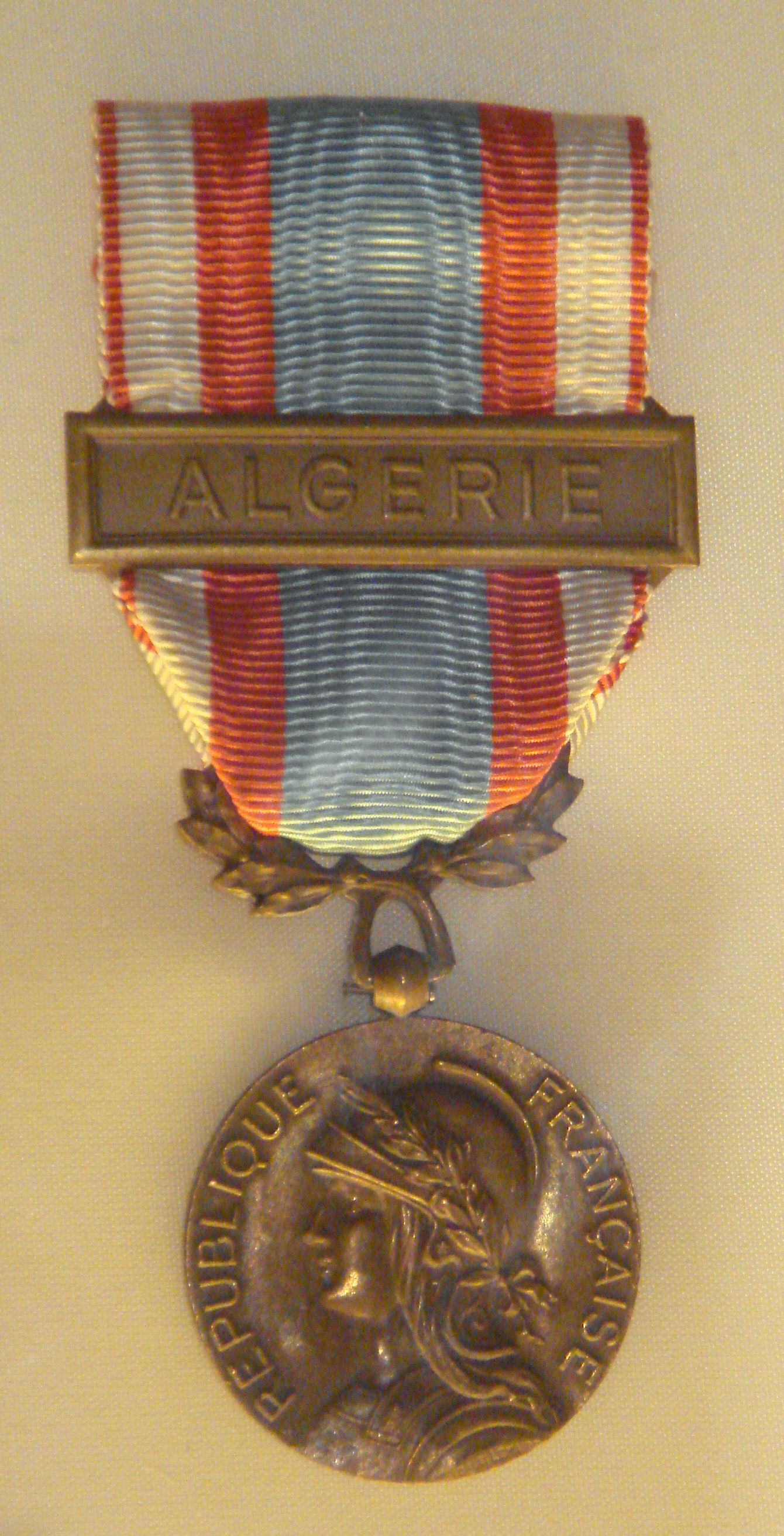
Médaille commémorative d'Afrique du Nord.
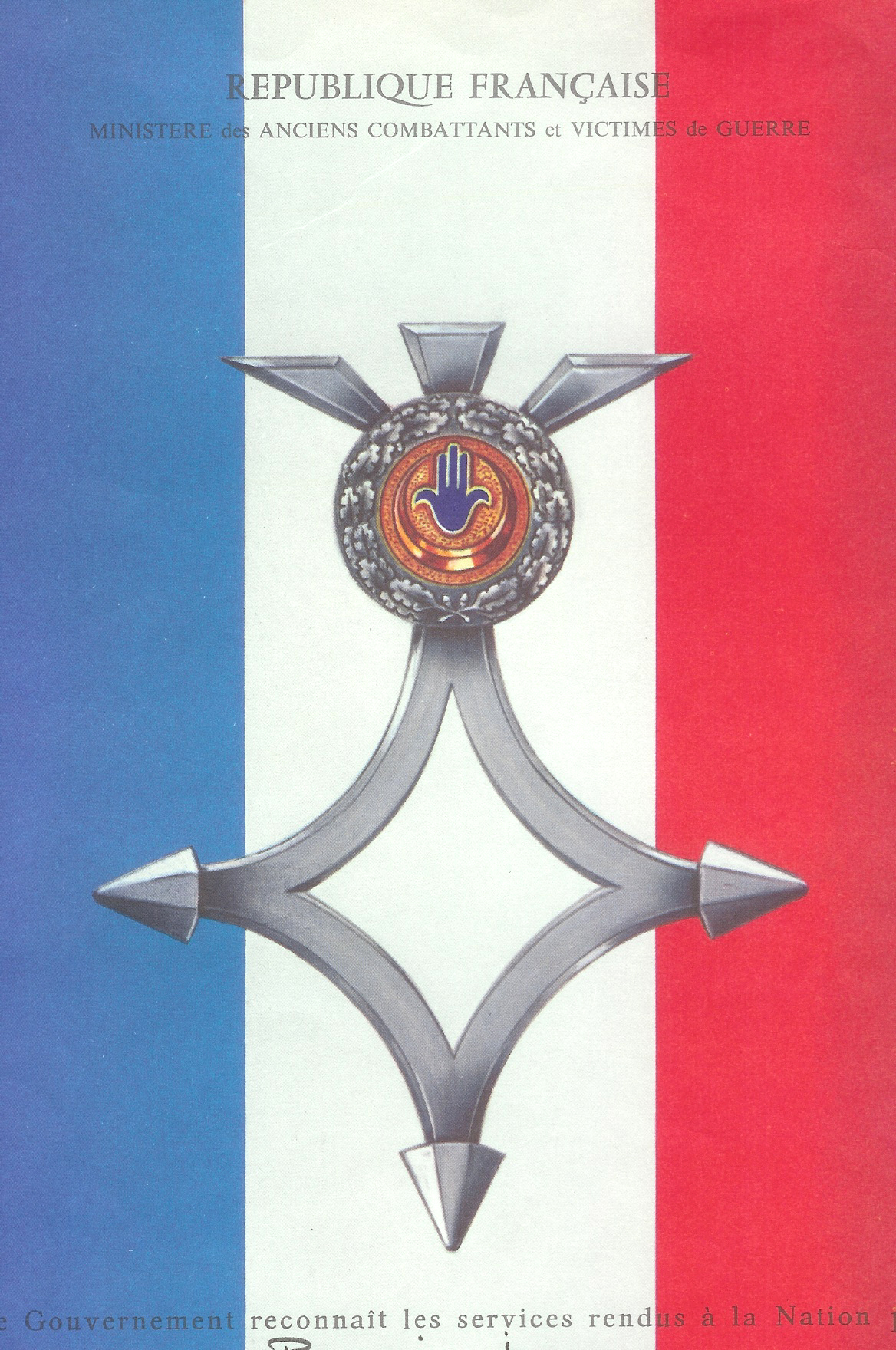
Diplôme de reconnaissance de la Nation.
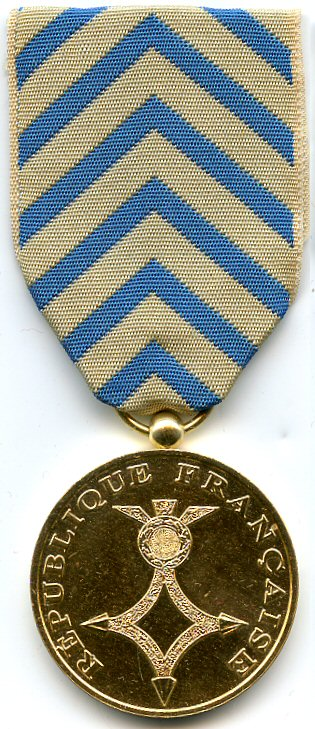
Médaille de reconnaissance de la Nation.
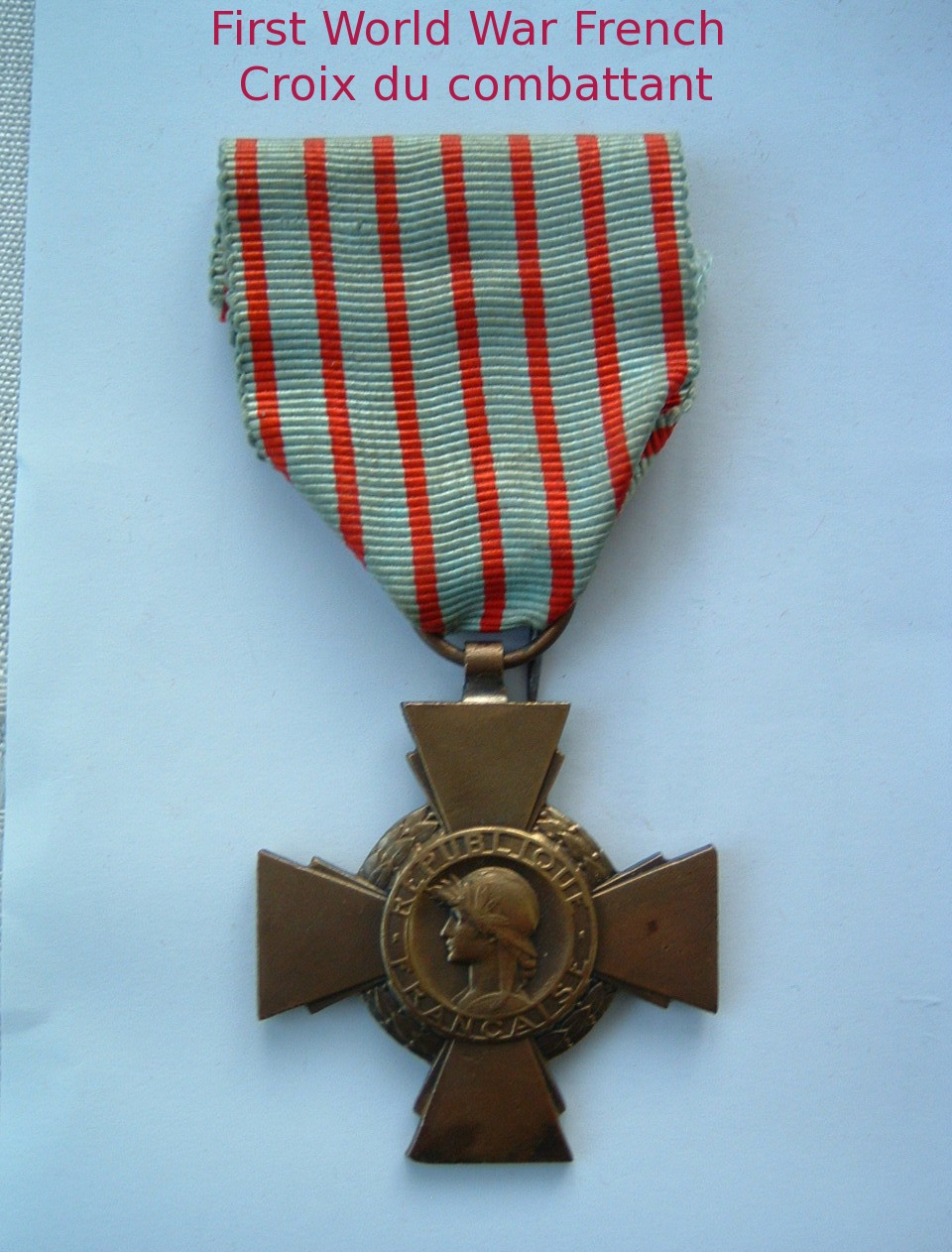
Médaille de la croix du combattant.
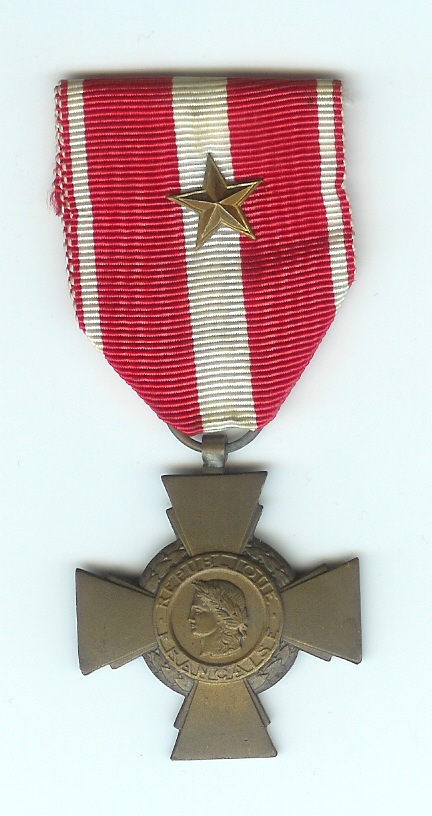
Croix de la valeur militaire pour faits de guerre ou de pacification en Algérie.

## Œuvres sur les appelés du contingent en Algérie

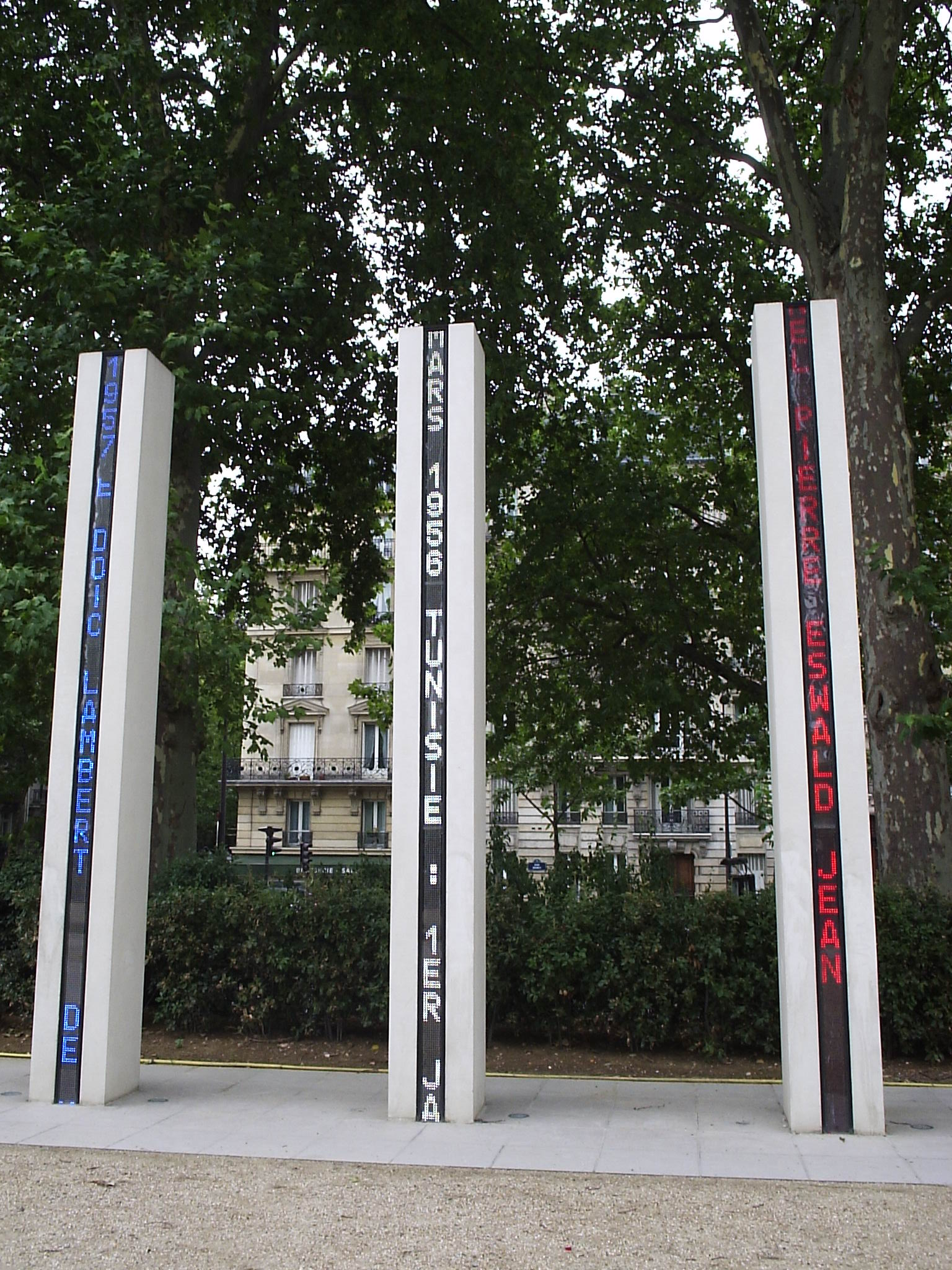
Mémorial national de la guerre d'Algérie et des combats du Maroc et de la Tunisie, érigé quai Branly à Paris.

Lors d'une entrevue télévisée de 1982 avec Alain Bévérini de TF1, le reporter de guerre, cinéaste et écrivain Pierre Schoendoerffer de l'Académie des beaux-arts déclarait : « ce que j'aborde c'est le problème des 2 800 000 appelés qui ont servi la République en Algérie et dont on n'a pas vraiment, je crois, reconnu tout à fait les mérites. Si vous voulez on a l'impression que c'était une guerre honteuse, alors moi j'essaye de montrer un peu ce qu'ils étaient ».

### Filmographie
Peu de films traitent le thème spécifique des appelés du contingent en Algérie. En outre un téléfilm aborde les appelés à travers le cas particulier de l'incident de Béryl et un documentaire de celui des SAS.

#### Films
- René Vautier, Avoir vingt ans dans les Aurès, 1972.
- Yves Boisset, R.A.S., 1973.
- Pierre Schoendoerffer, L'Honneur d'un capitaine, 1982.
- Florent-Emilio Siri, L'Ennemi intime, 2007.
- Bertrand Tavernier et Patrick Rotman, La guerre sans nom, 1992.

#### Téléfilms
- Jean-Pierre Sinapi, Vive la bombe !, 2006.
- Villi Hermann, Choisir à vingt ans (2017), 2017[63].

#### Documentaires
- Alain de Sédouy, Le destin d'un capitaine, 2010.
- Véronique Garcia, Raconte-moi : la guerre sans nom (26') documentaire 2012 (Cap Canal).
- Caroline Puig-Grenetier, Prêtres en Algérie, 2022 (KTOTV).

#### Vidéo
- Ma guerre d'Algérie de et par Bernard Gerland, captation du spectacle homonyme réalisée par Véronique Garcia (Camp de Base), 2016.

#### Ouvrages publiés par des historiens
- Raphaëlle Branche, Papa, qu'as-tu fait en Algérie?, Paris, La découverte, 2020, 512 p. (ISBN 9782707198785)
- Raphaëlle Branche, L'embuscade de Palestro : Algérie 1956, Paris, La Découverte, coll. « La Découverte-poche » (no 480), 2018, 268 p. (ISBN 978-2-7071-9868-6, BNF 45443059)
- Christian Chevandier, La fabrique d'une génération Georges Valero, postier, militant et écrivain, Paris, Les Belles lettres, coll. « Histoire de profil » (no 2), 2009, 343 p. (ISBN 978-2-251-90002-5, OCLC 441762058, BNF 42062994)
- Jean-Charles Jauffret, Soldats en Algérie : 1954-1962 : expériences contrastées des hommes du contingent, Paris, Autrement, coll. « Mémoires » (no 59), 2000, 365 p. (ISBN 978-2-86260-932-4, OCLC 955411479)
- Daniel Lefeuvre, avec Nathalie Jungerman et Jean Segura, Lettres d'Algérie - André Segura, la guerre d'un appelé (1958-1959), Nicolas Philippe, Coll. Lettres ouvertes, 2004
- Claire Mauss-Copeaux (préf. Philippe Joutard), Appelés en Algérie : la parole confisquée, Paris, Hachette littératures, coll. « Pluriel : histoire », 2002, 333 p. (ISBN 978-2-01-279052-0, OCLC 469930391)
- Guy Pervillé, La guerre d'Algérie : 1954-1962, Paris, Presses universitaires de France, coll. « Que sais-je ? », 2007, 127 p. (ISBN 978-2-13-054172-1, BNF 41001412)
- Benjamin Stora, Les mots de la guerre d'Algérie, Toulouse, Presses universitaires du Mirail, 2005, 128 p. (ISBN 978-2-858-16777-7, BNF 40085293)

#### Essais
- Erwan Bergot, La guerre des appelés en Algérie, Paris, Presses de la Cite, coll. « Collection troupes de choc », 2002, 546 p. (ISBN 978-2-258-05941-2, OCLC 495443597)
- Vladimir Pozner, Le lieu du supplice, Paris, Julliard, 1970 (1re éd. 1959), 342 p. (OCLC 491526424, présentation en ligne)
- Raphaël Delpard, 20 ans pendant la guerre d'Algérie : générations sacrifiées, Neuilly-sur-Seine, Michel Lafon, 2001, 326 p. (ISBN 978-2-84098-641-6 et 9782840986416, OCLC 46319267, BNF 37211949, lire en ligne)

#### Témoignages et souvenirs d'appelés
- Jean Gardt et Claude Roque, Service militaire, pourquoi? : du conscrit de 1813 à l'appelé d'Algérie, Paris, Éditions de l'Épi, 1960, 137 p. (OCLC 492226623)
- Michel Esnault, L'Algérie d'un appelé : (février 1961- mars 1962), L'Auteur, 1975, 272 p. (OCLC 499236904)
- Luc Frédefon, Le grand guignol, ou, La vie quotidienne d'un appelé en Algérie : récits, Mérignac, Gironde, Eddibor, 1981, 221 p. (ISBN 978-2-86518-004-2, OCLC 8628935)
- Serge Pauthe, Lettres aux parents : correspondance d'un appelé en Algérie, Paris, L'Harmattan, coll. « Histoire et perspectives méditerranéennes », 1993, 239 p. (ISBN 978-2-7384-1873-9)
- Jean-Pierre Duval, Section Bordel : la guerre d' Algérie d'un appelé, Oranie, printemps 1958 : "chasseur as-tu vu?", Bayeux, Heimdal, 1998, 175 p. (ISBN 978-2-84048-112-6, OCLC 39642085)
- Marcel Barbeau, A.F.N. Jeunesse perdue d'un appelé en Algérie. 1954-1962., Sn, 1998
- Benoist Rey (préf. Mato-Topé), Les égorgeurs : Guerre d'Algérie. Chronique d'un appelé 1959-1960, Paris, Las solidarias Ed. du Monde Libertaire, 1999 (1re éd. 1961), 123 p. (ISBN 978-2-903013-61-5, OCLC 743164154)[N 2]
- Pierre Paulian (photogr. René Bail), 800 jours dans l'Ouarsenis : un appelé dans les djebels, Paris, Grancher, 2000, 166 p. (ISBN 978-2-7339-0707-8, OCLC 490527376)
- Marc Garanger (préf. Francis Jeanson), La guerre d'Algérie : vue par un appelé du contingent, Paris, Seuil, 1984, 133 p. (ISBN 978-2-02-006800-0, OCLC 11011401)
- Henri Pouillot (préf. Bernard W. Sigg), La villa Susini : tortures en Algérie : un appelé parle, juin 1961-mars 1962, Alger, El Kalima, coll. « Histoire », 2014, 181 p. (ISBN 978-9931-44-114-4, OCLC 928420701)
- Ugo Iannucci (préf. Claude Burgelin), Soldat dans les gorges de Palestro : journal de guerre, Lyon, Aléas, 2001, 99 p. (ISBN 978-2-84301-037-8, OCLC 729757993)
- Jean Debernard, Simples soldats : roman, Arles, Actes sud, coll. « Un endroit où aller », 2001, 220 p. (ISBN 978-2-7427-3405-4, OCLC 421874780)
- Jacques Demougin (coordonné par), J'étais à Alger : témoignage d'un appelé 1958 1962, Paris, Trésor du patrimoine, 132 p. (ISBN 978-2-912511-14-0, OCLC 470243242)
- Paul Fortu, Un appelé en Kabylie, Paris, Grancher, 2001, 309 p. (ISBN 978-2-914185-06-6, OCLC 237407384)
- Bernard Mercier, Plongé dans les ténèbres : un appelé dans la guerre d'Algérie, Paris, L'Atelier, coll. « La vie au cœur », 2002, 126 p. (ISBN 978-2-7082-3646-2, OCLC 883588543, présentation en ligne)
- Georges Londiche, Guerre et "Guerre" d'Algérie - Notes de guerre d'un maquisard algérien et souvenirs de "Guerre" d'un appelé. Réflexions sur ce passé et ses conséquences sur l'actualité, 2002
- Pierre Olaizola, Algérie! : nous aurions dû tant nous aimer : mémoires de Peio Olaizola, jeune Basque, soldat appelé du contingent, pendant la guerre d'Algérie, Anglet France, Sauve Terre, 2002, 201 p. (ISBN 978-2-914334-02-0)
- Albert Ducloz, Lettres d'Algérie à mes parents : témoignage d'un appelé sur sa guerre d'Algérie 1960-1962, Le Puy-en-Velay, Éditions Jeanne-d'Arc, 2003, 253 p. (ISBN 978-2-911794-21-6, OCLC 52133601)
- Étienne Maignen, Les piliers de Tiahmaïne, Saint-Suliac, Yellow concept, 2004, 184 p. (ISBN 978-2-915208-10-8)
- Jean-Claude Potty, Guerre d'Algérie : un appelé se souvient, Agnières France, JMG, coll. « Vécu », 2004, 259 p. (ISBN 978-2-915164-17-6, OCLC 56064571)
- Fabien Hillairet, J'ai été appelé en Algérie : novembre 1957-décembre 1959, La Roche-sur-Yon, Siloe, 2002, 233 p. (ISBN 978-2-908576-59-7, OCLC 237647376)
- Jean-Paul Angelelli, Une guerre au couteau : Algérie 1960-1962 : un appelé pied-noir témoigne, Paris, J. Picollec, 2004, 333 p. (ISBN 978-2-86477-203-3, OCLC 57250520)
- Claude Beaupère, Ben-Chaïb : un poste avancé dans les djebels de 1960 à 1962 : un appelé en Algérie, devenu infirmier, Paris, Thélès, 2004, 124 p. (ISBN 978-2-84776-274-7, OCLC 469945050)
- Jean-Marie Lentz, Algérie, 1959-1961 : un appelé raconte, Paris, L'Officine, 2005, 238 p. (ISBN 978-2-915680-11-9, OCLC 238660381)
- Claude Duranteau (préf. Alain Gérard), Au royaume des enfants de Tagdoura : carnet et photos d'un instituteur vendéen appelé en Algérie, 1958-1959, La Roche-sur-Yon, Centre vendéen de recherches historiques, 2005 (OCLC 891657809)
- Michel Corbeau, Un appelé du 29ème Dragons raconte sa guerre d'Algérie, Hambers, M. Corbeau, 2006, 151 p. (ISBN 978-2-9522183-1-3, OCLC 643171563, BNF 40957437)
- Michel Froidure, Où était Dieu : lettres de révolte et d'indignation d'un appelé en Algérie, 1956-1958. ; précédées de cette colère qui m'habite, entretien avec Tassadit Yacine, Metz Paris, Mettis Awal, 2006, 218 p. (ISBN 978-2-916172-03-3, OCLC 470208554)
- Georges Valero, La Méditerranée traversait la France, Grenoble, Presses universitaires de Grenoble, 1980, 226 p. (ISBN 978-2-7061-0187-8, OCLC 8345958)
- Jean-Claude Chouard, Toto chez les Zénètes - Mémoires iconoclastes d'un ancien combattu, auto-édité NotreJournal.info, 2006
- Dominique Grouille, Séjour en Algérie : histoire d'un appelé pendant la guerre d'Algérie : roman historique, Neuvic-Entier, Les Éd. de la Veytizou, 2006, 236 p. (ISBN 978-2-35192-006-0, OCLC 469933832)
- Pierre Brana, Mémoires d'un appelé en Algérie, Bordeaux, Éd. "Sud-Ouest, coll. « Mémoires », 2008 (réimpr. 2012), 207 p. (ISBN 978-2-87901-917-8, BNF 41334564)
- Jean-Pierre Martel, La section : journal d'un appelé en Algérie, 1959-1961, Paris, Éditions de Paris, coll. « Paroles singulières », 2009, 190 p. (ISBN 978-2-84621-122-2, OCLC 421806104, BNF 41480115)
- Sébastien Pierre, Putain de Guerre, BoD - Books on Demand France, 2010
- Jacques Goudrot, La Guerre d'Algérie d'un appelé, Jérôme Do Bentzinge, 2010
- Jean Forestier, Chronique d'un appelé en Algérie : 1957-1959 : 10e Bataillon de chasseurs parachutistes, 18e Régiment de chasseurs parachutistes, S.l. Vert-Saint-Denis (3, Av. des Lauriers-Roses, 77240, Isachris J. Forestier, 1986, 135 p. (ISBN 978-2-9501279-0-7, OCLC 461695893)
- Jean-Pierre Fourquin, Instants de vie 1959-1962, Ed B.O.D.
- Jean Billard, Lettres d'Algérie - Journal d'un appelé, 1957-1958, Éd. Canope
- Marcel Bury, Les Guérilleros du Commando de chasse V44 - Le Journal d'un appelé en Algérie 1959 et 1960
- Georges Pagé (postface Taouès Titraoui et Bernard Coll), Il était une fois l'Algérie d'un appelé de 1960 à 1962, Villedieu-de-Clain, Éd. PG, 2002, 261 p. (ISBN 978-2-9518219-0-3, OCLC 469979945)
- Claude Aurières, 37 ans de réflexions, la Guerre - Témoignage d'un appelé en Algérie, 1958-1959
- V.Renou, En Algérie, c'était comme ça ou les 24 mois d'un appelé sur un piton, V. Renou, 1988 (OCLC 819224315)
- Claude Hary, L'autre Guerre d'Algérie - Révélations d'un officier SAS, 2005, compte d'auteur
- Xavier Jacquey, Ces appelés qui ont dit non à la torture : lettres d'un infirmier dans le Sud-Oranais (1959-1960), archives militaires, témoignages de moujahidin, regards croisés sur la guerre d'Algérie, Paris, L'Harmattan, coll. « Histoire et perspectives méditerranéennes », 2012, 218 p. (ISBN 978-2-296-96192-0, OCLC 796227153, BNF 42614993, présentation en ligne)[64]
- Jean-Yves Jaffrès, La vie de soldats bretons dans la guerre d'Algérie (1954-1962) : nos photos témoignent, Paris, L'Harmattan, coll. « Harmathèque », 2000, 416 p. (ISBN 978-2-7475-0369-3, OCLC 848128988, présentation en ligne)
- Jean-Yves Jaffrès, Soldats dans la guerre d'Algérie, 1954-1962, Éditions L'Harmattan, 2002
- Jean-Yves Jaffrès, Notre Guerre et notre vécu en Algérie, Éditions L'Harmattan, 2005
- Jean-Yves Jaffrès, Militaires français prisonniers du FLN : revenus ou disparus en Algérie, Éditions L'Harmattan
- Claude Juin, Des soldats tortionnaires : guerre d'Algérie, des jeunes gens ordinaires confrontés à l'intolérable, Paris, Robert Laffont, coll. « Monde comme il va », 2012, 363 p. (ISBN 978-2-221-12975-3, OCLC 778615251, BNF 42620856)
- Claude Klotz, Les Appelés, Jean-Claude Lattès, avril 1982
- Guerre d’Algérie – Guerre d’Indépendance – Paroles d’humanité. Par les Anciens Appelés en Algérie et leurs Ami(e)s Contre la Guerre. édition l’Harmattan, juillet 2012  (ISBN 978-2-296-99269-6)
- Jeune Résistance, « Collection de publications de Jeune Résistance, mouvement d'insoumis et de déserteurs », sur pandor.u-bourgogne.fr (consulté le 23 décembre 2020)

#### Théâtre
- Bernard Gerland, Ma Guerre d'Algérie (pièce de théâtre), Golias, 2003

#### Romans
- Claude Klotz, Les Appelés, Éditions Jean-Claude Lattès, 1982.  (ISBN 978-2-7096-0119-1)
- Éric Michel, Algérie ! Algérie !, Presses de la Renaissance, 2007.  (ISBN 978-2-7509-0319-0)

## Appelés notables du contingent en Algérie
- Prince François d'Orléans, fils cadet du comte de Paris prétendant Orléaniste au trône de France (mort au champ d'honneur le 11 octobre 1960 à Taourirt Ali Ouanacer).
- Bernard Gerland, acteur et auteur.
- Claude Cabanes, journaliste et écrivain.
- Pierre Desproges, humoriste.
- Serge Lama, chanteur.
- Antoine Prost, universitaire français et historien de la Première Guerre mondiale.
- Raymond Poulidor, coureur cycliste.
- Pierre Guyotat, auteur du livre Tombeau pour cinq cent mille soldats (1967).
- Claude Klotz, romancier, auteur du témoignage Les Appelés.
- Jacques Chirac, président de la République française.
- Jacques Mesrine, criminel français.
- Cabu, dessinateur de presse, dans Le Bled (magazine).
- Jacques Gaillot, prélat catholique[65].
- Jacques Hoden, pilote automobile et photographe au service cinématographique des armées.
- Jean-Pierre Farkas, journaliste[66].
- Jacques Higelin, auteur, compositeur, interprète et comédien.
- François Béranger, auteur, compositeur, interprète.
- Jacques Séguéla, publicitaire.
- Philippe Labro, journaliste et écrivain.
- Johnny Rives, journaliste sportif.
- Francis Veber et Just Jaeckin, cinéastes.
- Claude Brasseur, comédien.
- Jacques Julliard, historien et journaliste.
- Ernest Pignon-Ernest, plasticien[67].